# Folia Horticulturae
Folia Horticulturae (Folia hort.) – czasopismo Polskiego Towarzystwa Nauk Ogrodniczych publikujące oryginalne prace badawcze, krótkie komunikaty oraz prace przeglądowe ze wszystkich działów ogrodnictwa. Czasopismo ma charakter open access, jest indeksowane przez 25 baz danych oraz instytucji naukowych. Między innymi przez: 
AGRICOLA, AGRIS - FAO, CABI, pięć baz danych EBSCO, Google Scholar, Index Copernicus, Ulrich's Periodicals Directory, Web of Science.
W 2015 roku czasopismo było na liście B czasopism punktowanych przez Ministerstwo Nauki i Szkolnictwa Wyższego i w skali ogłaszanej przez Ministerstwo Nauki i Szkolnictwa Wyższego prace miały 14 pkt, natomiast od 2016 roku weszło na listę Journal Citation Reports oraz listę A czasopism punktowanych przez Ministerstwo Nauki i Szkolnictwa Wyższego. Wskaźnik Impact factor za 2023 rok dla czasopisma wyniósł 2,2 i wykazuje systematyczny, coroczny wzrost, gdyż pierwszy w roku 2016 wynosił 0,292. CiteScore w roku 2023 wyniosło 3,6, natomiast Ministerstwo Nauki i Szkolnictwa Wyższego od 2019 roku przyznało czasopismu 40 punktów, a od 2023 roku 100 pkt.
Prace publikowane w Folia muszą obejmować tematykę jednego z głównych działów upraw ogrodniczych: produkcji owoców, warzywnictwa, ziół i leczniczych roślin, roślin ozdobnych i wykorzystywanych w architekturze krajobrazu. Ponadto publikowane są prace interdyscyplinarne łączące aspekty uprawy roślin, ochrony roślin, hodowli, nasiennictwa i szkółkarstwa oraz przechowalnictwa płodów ogrodniczych.